# Vaiano
Vaiano – miejscowość i gmina we Włoszech, w regionie Toskania, w prowincji Prato.
Według danych na rok 2004 gminę zamieszkiwało 9048 osób, 266,1 os./km².